# التحية الرومانية

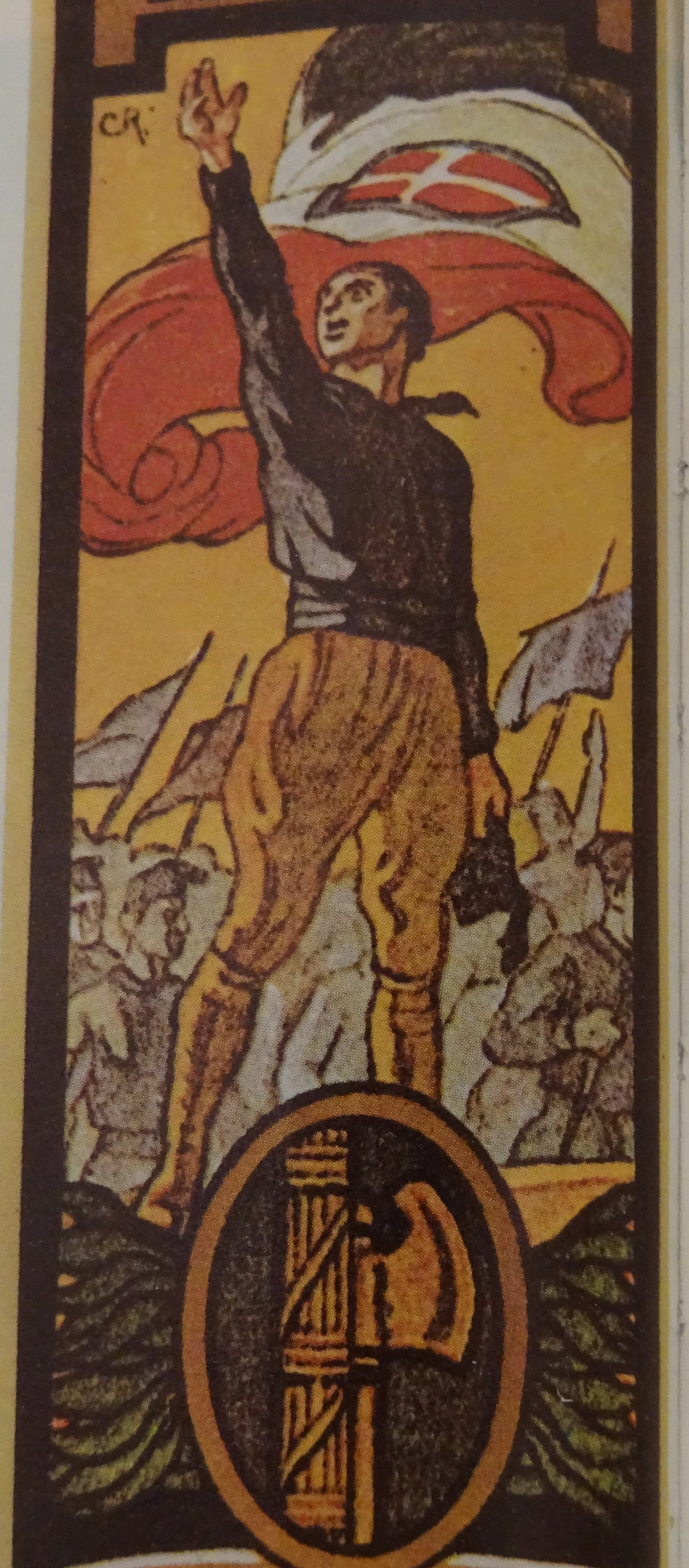
صورة من إشارة مرجعية مدرسية من العصر الفاشية تصور رجلاً يرتدي قميصًا أسود يؤدي التحية على الطراز الروماني

التحية العسكرية الرومانية (بالإيطالية: saluto romano)، وتسمى أيضًا التحية العسكرية الفاشية (بالإيطالية: saluto fascista)، هي حركة يد تمد فيها الذراع اليمنى بالكامل للأمام، مع لمس راحة اليد والأصابع. في بعض الحالات، ترفع الذراع للأعلى بزاوية محددة؛ وفي حالات أخرى، تثبت بالتوازي مع الأرض. وفي الأزمنة المعاصرة، تعتبر الحركة الأولى رمزًا للفاشية التي استندت إلى تقليد يُنسب شعبيًا إلى روما القديمة. ومع ذلك، لا يوجد نص روماني يعطي هذا الوصف، والأعمال الفنية الرومانية التي تعرض حركة التحية تحمل القليل من التشابه مع التحية الرومانية الحديثة.
بدايةً من لوحة جاك لوي دافيد قسم الأخوة هوراس (1784)، ظهر ارتباط بين التحية والجمهورية الرومانية والثقافة الإمبراطورية. وتطورت التحية وارتباطها بالثقافة الرومانية في الأعمال الفنية الكلاسيكية الجديدة الأخرى. وفي الولايات المتحدة، بدأ فرنسيس بيلامي بتحية مماثلة لعهد الولاء المعروف باسم تحية بيلامي في عام 1892. وقد وضحت هذه التحية بشكل أكبر في الثقافة الشعبية خلال أواخر القرن التاسع عشر وأوائل القرن العشرين في المسرحيات والأفلام التي صورت التحية كعادة رومانية قديمة. وشمل ذلك الفيلم الإيطالي كابيريا عام 1914 الذي كتب عناوينه الشاعر القومي غابرييل دانونزيو. وفي عام 1919، تبنى دانونزيو التحية السينمائية المصورة كطقوس إمبراطورية جديدة عندما صور احتلال فيومه.
من خلال تأثير دانونزيو، سرعان ما أصبحت هذه التحية جزءًا من الذخيرة الرمزية للحركة الفاشية الإيطالية الصاعدة. وفي عام 1923، تبنى النظام الفاشي الإيطالي التحية تدريجيًا. ثم اعتمدت وأصبحت إلزاميًة داخل الحزب النازي في عام 1926، واكتسبت شهرة وطنية في الدولة الألمانية عندما تولى النازيون السلطة في عام 1933. مثلما تبنتها الحركات الفاشية واليمينية المتطرفة والعصبية القومية الأخرى.
منذ نهاية الحرب العالمية الثانية، أصبحت نسخة التحية النازية جريمة جنائية في ألمانيا والنمسا وجمهورية التشيك وسلوفاكيا وبولندا. وكانت القيود القانونية على استخدامها في إيطاليا أكثر دقة وقد أثار استخدامها هناك جدلًا. واستمر استخدام التحية وتنوعاتها في سياقات الفاشية الجديدة والنازية الجديدة والفلانخية الإسبانية.